# 普雷米尔库奥雷
普雷米尔库奥雷（義大利語：Premilcuore），是意大利费利-切塞纳省的一个市镇。总面积98.75平方公里，人口827人，人口密度8.4人/平方公里（2009年）。ISTAT代码为040033。